# Дзенцьоли (Великопольське воєводство)
Дзенцьоли (пол. Dzięcioły) — село в Польщі, у гміні Бжезіни Каліського повіту Великопольського воєводства.
Населення — 339 осіб (2011).
У 1975-1998 роках село належало до Каліського воєводства.

## Демографія
Демографічна структура станом на 31 березня 2011 року:
|          | Загалом | Допрацездатний вік | Працездатний вік | Постпрацездатний вік |
| -------- | ------- | ------------------ | ---------------- | -------------------- |
| Чоловіки | 168     | 46                 | 112              | 10                   |
| Жінки    | 171     | 37                 | 104              | 30                   |
| Разом    | 339     | 83                 | 216              | 40                   |